# Голубицкий, Вениамин Максович
Вениами́н Ма́ксович Голуби́цкий (род. 28 апреля 1957 года, Молотов, СССР) — российский политический и общественный деятель, президент ГК «КОРТРОС», кандидат юридических наук, поэт, писатель, фотохудожник. Член союза писателей России. Обладатель премии «Поэт года» (2017).

## Биография
Родился 28 апреля 1957 года в Перми.
В 1979 году окончил юридический факультет МГУ по специальности «правоведение», а затем аспирантуру.
В 1982 году защитил кандидатскую диссертацию по теме «Организационно-правовые вопросы управления наукой в системе Минвуза СССР: структурный аспект» и стал кандидатом юридических наук.
В 1983—1988 гг. работал старшим преподавателем, доцентом кафедры научного коммунизма Свердловского государственного педагогического института.
В 1988—1996 гг. работал старшим научным сотрудником, заведующим отделом права Института философии и права Уральского отделения РАН.
В апреле 1996 года стал депутатом Законодательного собрания Свердловской области, возглавил комитет по экономической политике, бюджету, финансам и налогам ЗакСа.
В 1999 году назначен заместителем председателя Правительства Свердловской области, затем первым заместителем председателя Правительства Свердловской области.
В 2003—2005 годах был руководителем администрации губернатора Свердловской области.
С 2005 года занимает пост руководителя группы компаний «КОРТРОС» (до 2013 года — «Ренова-стройгруп»).
В марте 2018 года получил премию Российского союза писателей в номинации «Поэт года».
13 октября 2018 года получил премию RREF Awards в номинации «Репутация и доверие»..
Супруга — математик и писатель Марина Голубицкая (род. 1957), дочь правоведа Д. Н. Бахраха.

## Предпринимательская деятельность
С 2005 года Вениамин Голубицкий занимал пост руководителя компании «Ренова-стройгрупп». В 2013 году под его руководством был произведен ребрендинг компании. «Ренова-стройгрупп» стала группой компаний «КОРТРОС», а Вениамин Голубицкий её президентом.
В 2017 году ГК «КОРТРОС» получила премию Move Realty Awards в номинации «Девелопер года».
К 2018 году портфель ГК «КОРТРОС» под управлением В. М. Голубицкого включает в себя проекты в Москве, Санкт-Петербурге, Перми, Екатеринбурге, Сочи, Ярославле и Ростове-на-Дону.
С 2006 года в Екатеринбурге осуществляется уникальный проект комплексного освоения территорий — район «Академический». Этот район представляет собой высокоразвитую социальную среду с образовательными учреждениями, медицинскими, спортивными и торговыми центрами, церковью, а также с развивающейся инфраструктурой — к 2019 году Академический и центр Екатеринбурга свяжет высокоскоростной трамвай. Проект планируется завершить в 2025 году, в районе будет проживать 325 тысяч человек.

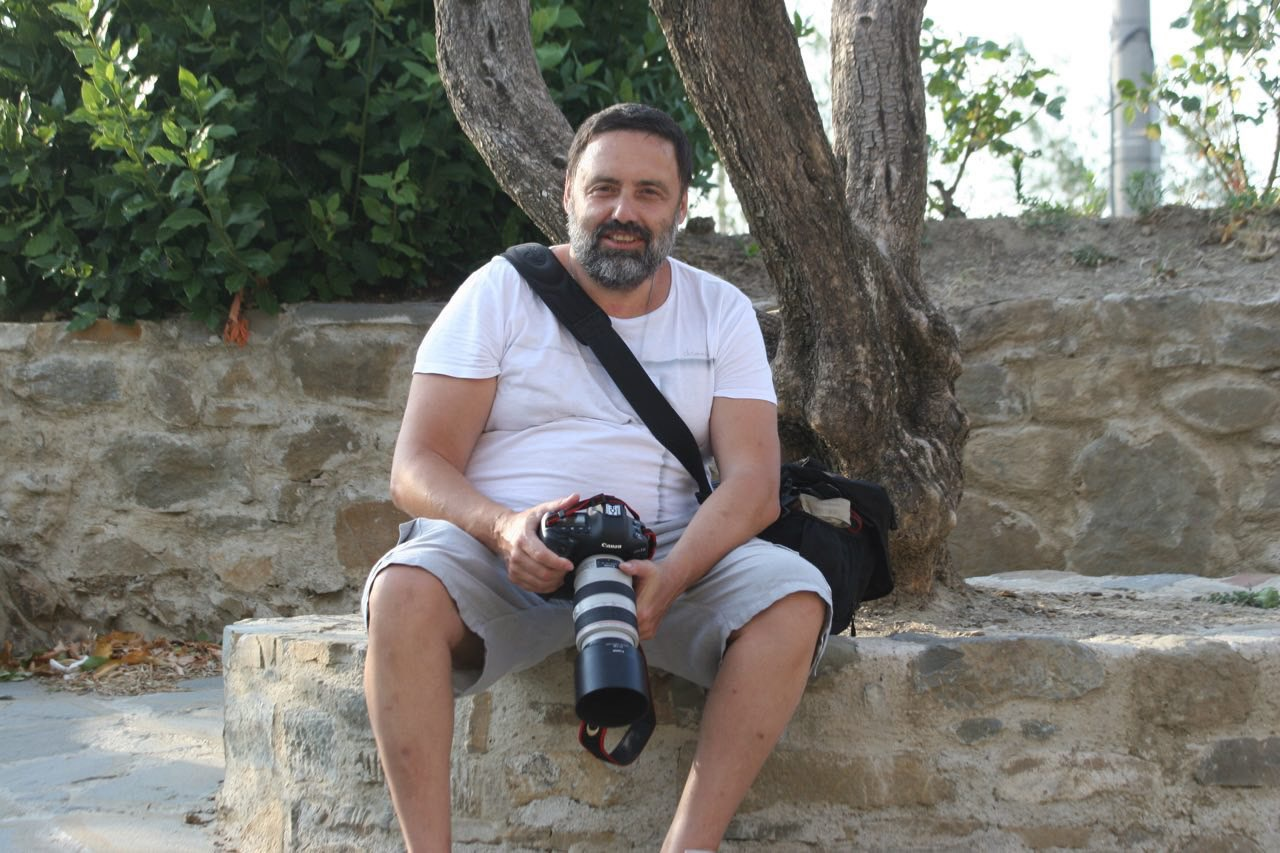

В 2014 году к Олимпиаде в Сочи ГК «КОРТРОС» реализовала проект курортного комплекса Azimut Hotel Sochi Resort & Spa на территории Олимпийского парка — по номерному фонду самый крупный в Европе (3600 номеров). Часть данного объекта была передана под Всероссийский детский центр для одаренных школьников.
Под руководством Голубицкого большое развитие получает социальный кластер. Так, ГК «КОРТРОС» занимается строительством детских садов в «Квартале на Механошина» и ЖК «Гулливер» в Перми, в районе Академический в Екатеринбурге, в ЖК «Прима-Парк» в Новой Москве, а также в столичном ЖК «Headliner». Большое внимание уделяется и культурной сфере — ГК «КОРТРОС» установила первый в России памятник актёру Георгию Буркову на территории ЖК «Гулливер» в Перми.
С 2005 года в бизнес-портфеле ГК «КОРТРОС» насчитывается более 20 проектов. 11 в московском регионе: ЖК «Люблинский» (2016—2019), ЖК «Headliner» (2016—2019), ЖК «Дом № 128» (2016—2018), ЖК «Дом Серебряный Бор» (2016—2018), ЖК «Ультрамарин» (2011—2013), ЖК «Заречная Слобода» (2010—2016), ЖК «Прима-Парк» (2010—2018), микрорайон «Богородский» (2008—2017), «Раменки» (2007—2014), ЖК «Перхушково» (2017—2021). В 2018 году также начинается реализация нового проекта на улице Бочкова в СВАО. 4 в Перми: ЖК «Гулливер» (2015—2020), ЖК «Аstra» (2013—2016), «Квартал на Механошина» (2007—2014), «Жилой дом, Куйбышева, 61» (2012—2014). Екатеринбург — район «Академический» (2006—2026). Краснодар — «510 квартал» (2012). Санкт-Петербург — Royal Park (2015—2018) . Сочи — курортный комплекс Azimut Hotels (2011—2014). Ярославль — ЖК «Яблоневый посад» (2007—2018). Ростов-на-Дону — ЖК в Ростове-на-Дону.
Вениамин Голубицкий является членом следующих организаций: «Деловая Россия», «Ассоциация менеджеров России».

## Творчество
- Книги
  - Сборники стихов:
    - Сборник стихов «Минование», 1999 и 2003 гг., издательство «Уральский рабочий»
    - Сборник стихов «Огни субботы», 2003 год, издательство «Уральский рабочий»
    - Сборник стихов и фотографий «Вне резкости», 2005 год, издательство «У-Фактория»
    - Сборник «Светотень», «Рыжий Ангел», в 2-х томах, 2012 год, издательство ОГИ
    - Сборник стихов и фотографий «Поиск Адресата», 2017 год, издательство ОГИ
    - Сборник «Окликнутый», 2023 год, издательство ОГИ
- Фотоальбомы
  - Фотоальбом «Всего лишь навсегда», 2016 год, издательский дом «Автограф»
- Музыкальные альбомы
- Автобус, стихи В. Голубицкого, музыка А. Пантыкина, издатель (лейбл): Tutti Records, г. Екатеринбург, 2005 год.
- Фотовыставки
  - 1999 год — выставка фотографий «Минование», Музей изобразительного искусства, г. Екатеринбург.
  - 2003 год — персональная выставка фотографий «Травный Дольник», «Белая галерея», г. Екатеринбург.
  - 2003 год — персональная выставка фотографий «Травный Дольник», фойе Государственной академической филармонии Свердловской области, г. Екатеринбург.
  - 2005 год — выставка фотографий «Вне резкости», Екатеринбургская галерея современного искусства, г. Екатеринбург,
  - 2007 год — персональная выставка в фойе гостиницы «Метрополь», г. Москва.
  - 2015 год — выставка фотографий «Гренландия», «Белая галерея», г. Екатеринбург.
  - 2016 год — выставка фотографий «Всего лишь навсегда», «Белая галерея», г. Екатеринбург[20]
  - 2016 год — выставка фотографий «Всего лишь навсегда», Мультимедиа Арт музей, Московский Дом фотографии, г. Москва
  - 2017 год — юбилейная выставка Вениамина Голубицкого «уЛИЦА», г. Москва.[21]
- Награды
  - Орден Дружбы за вклад в строительство Олимпийских объектов в Сочи, 24 марта 2014.
  - Знак отличия «За заслуги перед Свердловской областью» III степени.[22]
  - Благодарность Министерства строительства и жилищно-коммунального хозяйства Российской Федерации, 2014.
  - Звание «Почетный строитель России», 2007.
  - Благодарность Администрации Губернатора Свердловской области, 27 декабря 2004.
  - Почетная грамота Законодательного Собрания Свердловской области, 30 ноября 2004.
  - Почетная грамота Правительства Свердловской области, 28 октября 2003.